# Otto (Ballenstedt)

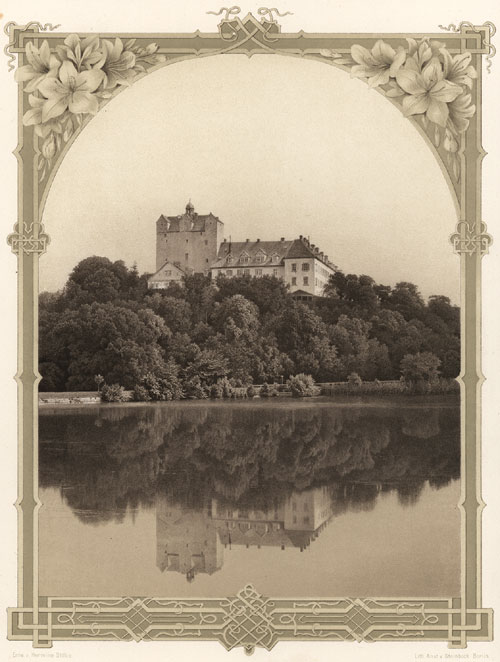
Schloss Ballenstedt, der Stammsitz der Askanier

Otto von Ballenstedt, der Reiche (* um 1070; † 9. Februar 1123) aus dem Geschlecht der Askanier war Graf von Ballenstedt und im Jahre 1112 für kurze Zeit Herzog von Sachsen.
Otto war der Sohn von Adalbert, Graf von Ballenstedt, und von Adelheid von Weimar-Orlamünde. Während er als ältester Sohn das askanische Erbe seines Vaters erhielt, erbte sein Bruder Siegfried die weimar-orlamündischen Ansprüche seiner Mutter und wurde nach dem Tod seines Stief- und Adoptivvaters Pfalzgraf bei Rhein. Otto war der Vater Albrechts des Bären, des Gründers der Mark Brandenburg.

## Leben
Die Askanier waren ursprünglich im ostsächsischen Schwabengau ansässig, weshalb sie im Sachsenspiegel dem dort angesiedelten suebischen Uradel zugerechnet werden. Der erste in zeitgenössischen Urkunden auftretende Vertreter der Askanier war Graf Esico (comitatu Esiconis = in der Grafschaft des Esico), der in einem auf der Pfalz Tilleda ausgestellten Diplom Kaiser Konrads II. vom 26. Oktober 1036 erwähnt wird. Sehr wahrscheinlich war Esico mütterlicherseits ein Enkel des Markgrafen Hodo († 993) und erbte nach dem Tod seines Onkels Siegfried († um 1030) mehrere Allodialgüter im Schwaben- und Serimuntgau.

### Graf von Ballenstedt und Herzog von Sachsen
Der Historiker Lutz Partenheimer datiert das Geburtsjahr Ottos auf spätestens 1083, als er erstmals urkundlich als Inhaber von Grafenrechten im Schwabengau erwähnt wurde. Allerdings hatte Otto bereits um 1080 nach der Ermordung seines Vaters Adalbert durch Egeno II. von Konradsburg die Grafenrechte Ballenstedts übernommen. Insgesamt geben vierzehn Urkunden zwischen 1083 und 1123 Auskunft über den Askanier. Inwieweit sein Vater tatsächlich bereits als Graf von Ballenstedt bezeichnet werden kann, ist unklar, da dieser Titel erstmals in einer Urkunde 1106 im Zusammenhang mit Otto genannt wird. Laut einem Diplom König Heinrichs IV. von 1073 hatte der Vater in Ballenstedt „Grafenrechte“.
Otto heiratete um 1094 Eilika Billung von Sachsen (* um 1080; † 1142/1143), die Tochter des Herzogs Magnus von Sachsen. Als 1106 das Geschlecht der Billunger, die das Herzogtum Sachsen verwalteten, mit Eilikas Vater Magnus im Mannesstamm ausstarb, fiel ein Teil der billungischen Erbgüter an die Askanier. Dieses Erbe begründete wahrscheinlich die spätere Rivalität zwischen den Welfen und Askaniern um Sachsen, die den Sohn Albrecht insbesondere in der Auseinandersetzung mit Heinrich dem Löwen ein Leben lang begleiten sollte. Allerdings ist nicht geklärt, welche Güter das Erbe im Einzelnen umfasste. Laut Partenheimer könnten Bernburg, Halle und Orte bei Weißenfels dazu gehört haben. Die sächsische Herzogswürde fiel an Lothar von Süpplingenburg und nicht an einen der beiden Schwiegersöhne des Magnus von Sachsen.
1112 entzog Kaiser Heinrich V. im Streit Graf Lothar von Süpplingenburg Amt und Würde des Herzogs von Sachsen und belehnte damit Graf Otto von Ballenstedt. Als Herzog von Sachsen gehörte Otto nun zu den höchsten weltlichen Fürsten im Reich. Allerdings war diese Stellung von sehr kurzer Dauer, denn nach wenigen Monaten verlor er diese Würde wieder, weil Heinrich V. sich mit Lothar von Süpplingenburg aussöhnte.

### Ausgriff nach Osten

Das Wappen der Grafen von Ballenstedt

Als Unterzeichner des Aufrufs zum Slawenkreuzzug von 1108 gehörte Otto laut Partenheimer zu den Adelskräften, die mit der Wiedereingliederung der ostelbischen Gebiete in das Heilige Römische Reich begannen. Wahrscheinlich habe er auch praktisch versucht, den askanischen Stammbesitz über die Elbe hinaus auszudehnen. Indizien sprächen für einen Vorstoß auf den Fläming bis nach Görzke. Am 11. Februar 1115 fand bei Hettstedt im südlichen Harzvorland die Entscheidungsschlacht am Welfesholz zwischen dem Heer Kaiser Heinrichs V. und den Sachsen statt. Auf dem Weg zu dieser Schlacht erhielt Otto die Nachricht, dass slawische Krieger – die Situation ausnutzend –über die Elbe gekommen waren.  Otto und seine rund 700 Mannen änderten daraufhin ihre Marschrichtung und brachten den plündernden Slawen bei Köthen am 9. Februar 1115 eine vernichtende Niederlage bei. Die daraus folgenden Gebietserwerbungen im Zerbstgau machten das anhaltinische Fürstenhaus zu direkten Nachbarn des Hevellerfürstentums, einer slawischen Völkerschaft an der mittleren Havel. 
Diese Nachbarschaft veranlasste den bereits christlich getauften Hevellerfürsten Pribislaw-Heinrich nach Auffassung von Stephan Warnatsch dazu, sich noch stärker als zuvor schon an das askanische Haus im Westen anzulehnen. Diese Anlehnung brachte Pribislaw neben wirtschaftlichen Vorteilen eine gewisse Stabilisierung seiner Herrschaft. Die von Otto eingeleitete Politik zur Annäherung an die Heveller hatte schließlich zur Folge, dass Pribislaw, da er keinen leiblichen Erben hatte, Ottos Sohn Albrecht als Nachfolger einsetzte und mündete in der Überlassung der Zauche an Ottos Enkel Otto I. als Patengeschenk – entscheidende Schritte zur Herausbildung der Mark Brandenburg unter den Askaniern.

### Der Tod Ottos
1123, kurz vor seinem Tod, wandelte Otto gemeinsam mit seinem Sohn Albrecht dem Bären das Ballenstedter Kollegiatstift St. Pancratius und Abundus in ein Benediktinerkloster um. Otto wurde im Kloster, dem späteren Schloss, beigesetzt.

## Erbe und Nachfahren
Nach Ottos Tod im Jahre 1123 ging die Herrschaft auf seinen sehr wahrscheinlich einzigen Sohn Albrecht den Bären über. Dieser gründete im Jahre 1157 die Mark Brandenburg und wurde ihr erster Markgraf. Albrecht trieb die deutsche Ostsiedlung entscheidend voran; durch ihn kam die im Großen Slawenaufstand 983 verloren gegangene Nordmark als Mark Brandenburg faktisch wieder zum Heiligen Römischen Reich.
Ottos, sehr wahrscheinlich gleichfalls einzige, Tochter hieß Adelheid. Sie heiratete zunächst Markgraf Heinrich IV. von der Nordmark und, nachdem dieser 1128 verstorben war, Werner III. von Veltheim.